# Petersenidia
Petersenidia — род ос-немок из подсемейства Mutillinae.

## Описание
Восточная и Юго-восточная Азия. У самцов 13-члениковые усики, у самок — 12-члениковые. Тело в густых волосках. Самка осы пробирается в чужое гнездо и откладывает яйца на личинок хозяина, которыми кормятся их собственные личинки.

## Систематика
Около 45 видов.  Относится к подсемейству Mutillinae Bischoff, 1920 и трибе Petersenidiini Lelej, 1996.
- Petersenidia aglaia (Cameron)
- Petersenidia auronotata (Andre)
- Petersenidia biserrata (Chen)
- Petersenidia boopis (Kohl)
- Petersenidia compactilis (Cameron)
- Petersenidia confucii (Andre)
- Petersenidia dercetis (Mickel)
- Petersenidia diploglossata (Chen)
- Petersenidia dohertyi (Zavattari)
- Petersenidia dorsispinata (Chen)
- Petersenidia fukudai (Tsuneki)typus (=Smicromyrme fukudai) — Япония
- Petersenidia leleji Williams, 2019 — Таиланд[3]
- Petersenidia modkhong Williams, 2019 — Таиланд[3].
- Другие виды